# جمال سترونج
جمال سترونج (بالإنجليزية: Jamal Strong)‏ هو لاعب كرة قاعدة أمريكي، ولد في 5 أغسطس 1978 في باسادينا في الولايات المتحدة.

## وصلات خارجية
- جمال سترونج على موقعبيزبول رفرنس.كوم (الدوري الرئيسي) (الإنجليزية)